# Wijkia ceylonensis
Wijkia ceylonensis är en bladmossart som beskrevs av H. Crum 1971. Wijkia ceylonensis ingår i släktet Wijkia och familjen Sematophyllaceae. Inga underarter finns listade i Catalogue of Life.